# Réserve naturelle de Marapendi
La réserve naturelle de Marapendi est une réserve naturelle située dans le quartier de Barra da Tijuca à Rio de Janeiro. À l'occasion des Jeux olympiques d'été de 2016 organisés dans la ville, les organisateurs font construire un parcours de golf olympique en rasant une partie de la forêt atlantique. Validée en 2012 par Eduardo Paes, le maire de Rio, la construction du parcours soulève de nombreuses protestations,. Paes a négocié l'utilisation du terrain avec Pasquale Mauro, un sulfureux milliardaire qui finance la construction du golf et de 23 luxueux bâtiments. Deux ans avant le tournoi olympique, l'ancienne zone naturelle est en travaux et le chantier est en retard.

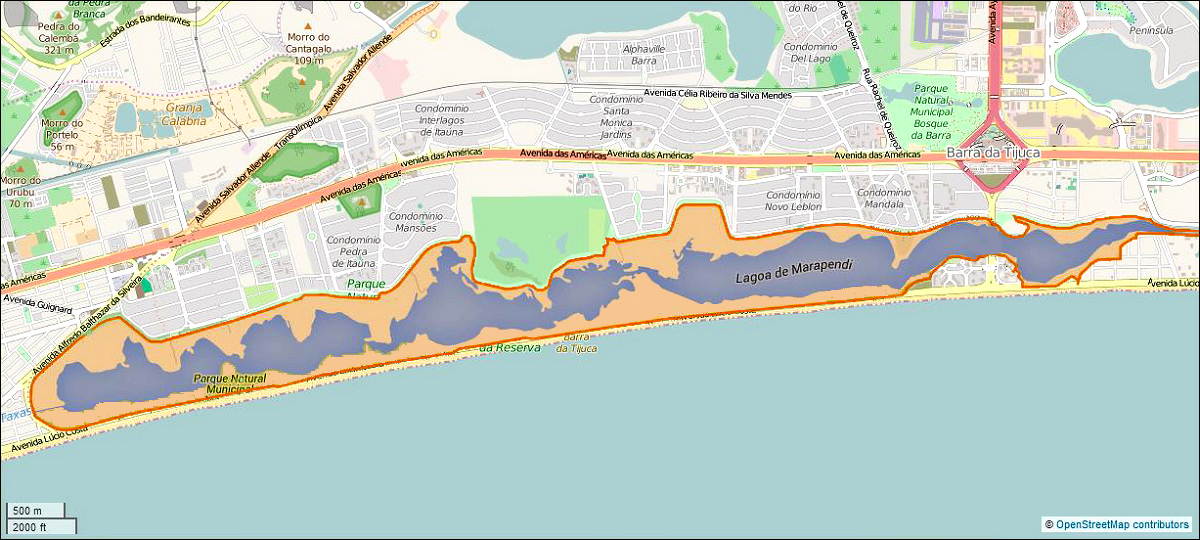
Carte de la réserve de Marapendi.

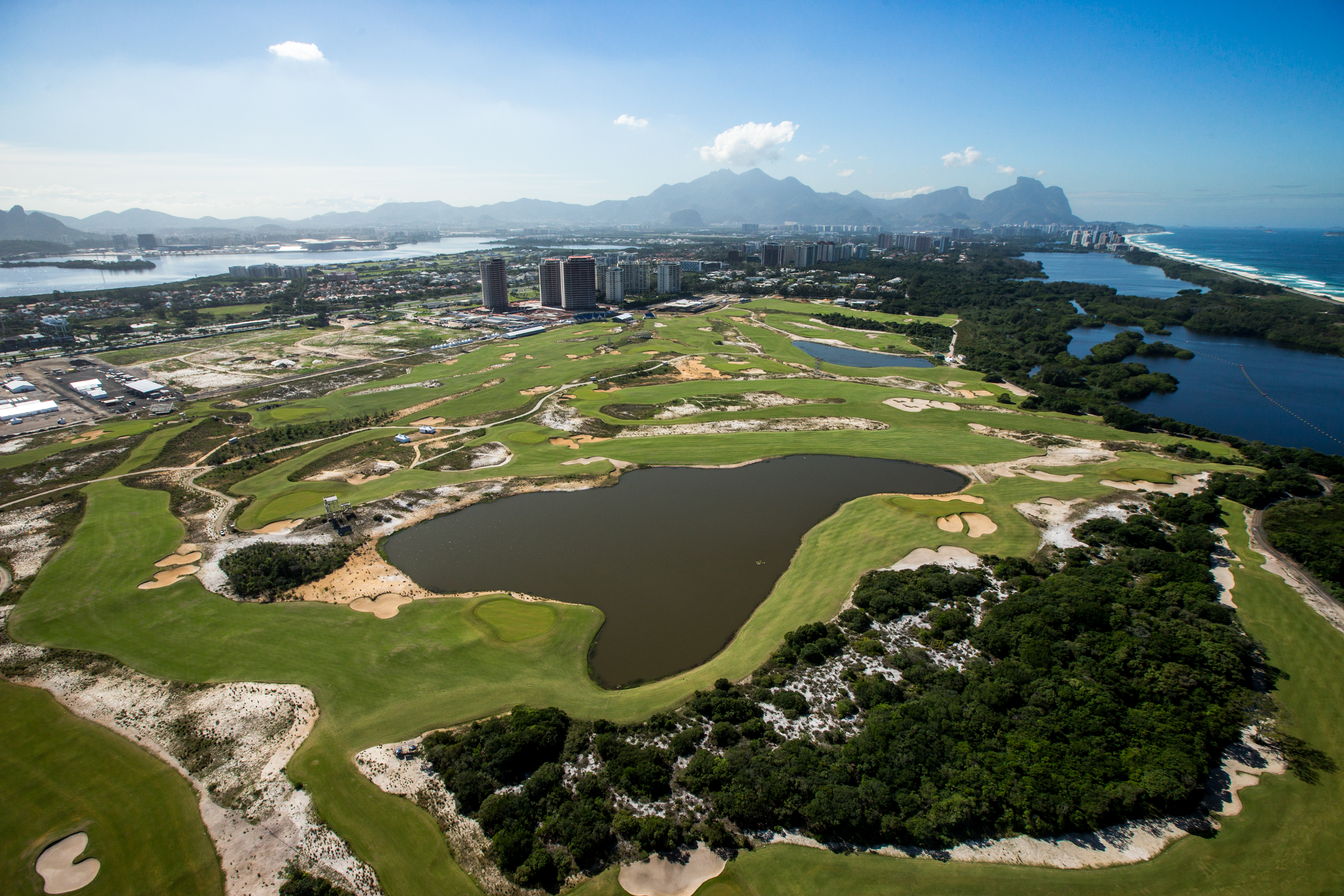
Vue aérienne de la réserve naturelle de Marapendi après la construction du parcours de golf olympique en 2016.